# Stefania D’Andrea
Stefania D’Andrea (* 17. April 1974) ist eine ehemalige italienische Bogenbiathletin.
Stefania D’Andrea wechselte 1996 vom Skilanglauf mit dem Bogenbiathlon. Sie startete für den Arc Club Tolmezzo. D’Andrea gewann 1997 und 1998 die Titel bei den italienischen Meisterschaften im Einzel. Bei den erstmals ausgetragenen Weltmeisterschaften im Bogenbiathlon im Jahr 1998 in Cogne gewann sie bei der Heim-WM hinter Nadia Peyrot und vor Carol Leclerc im Einzel und damit im ersten Weltmeisterschaftsrennen überhaupt die Silbermedaille sowie mit Edmea Ollier und Nadia Peyrot den Titel im Staffelwettbewerb. Diesen Staffelerfolg wiederholte sie bei der WM 1999 in Bessans in derselben Besetzung und gewann erneut den Weltmeistertitel. Zudem gewann sie im Einzel den Titel vor Peyrot und Leclerc. Die Titel mit der Staffel waren die einzigen Staffeltitel, die nicht die russischen Staffeln gewonnen hatten. Bei den ersten Bogenbiathlon-Europameisterschaften 2000 in Pokljuka gewann D’Andrea hinter Peyrot und vor Tatjana Rowinskaja im Einzel und hinter Peyrot sowie vor Ollier im Verfolgungsrennen die Bronzemedaillen. Außerdem gewann sie den Titel mit der Staffel. Nächste internationale Meisterschaften wurden die Weltmeisterschaften 2001 in Kubalonka, bei denen die Italienerin sowohl hinter Olga Koslowa und vor Jekaterina Lugowkina im Massenstartrennen und mit Licia Piller Hoffer und Peyrot im Staffelrennen Zweite wurde. Die Europameisterschaften 2001 in Pokljuka brachten ebenso den Gewinn der Silbermedaille mit ihren Mitstreiterinnen der WM-Staffel des Jahres hinter den russischen Siegerinnen. 2001 gewann sie zudem die Titel in Einzel und mit der Staffel bei den italienischen Meisterschaften. Es folgten die Weltmeisterschaften 2002 in Pokljuka. Hier gewann D’Andrea nochmals mit Piller Hoffer und Peyrot Staffelsilber hinter der russischen Staffel. Im Massenstartrennen wurde sie Sechste. In der Saison wurde sie hinter Peyrot Zweite in der Gesamtweltcupwertung. Letzte internationale Meisterschaft wurden die Weltmeisterschaften 2003 in Krün wurde sie Sechste des Einzels und verlor ihren Staffelplatz  an Elda Piller Hoffer. 2006 erreichte sie nochmal den mit Peyrot und Koslowa geteilten dritten Rang in der Gesamtwertung des Weltcups hinter den gemeinsamen Siegern Jekaterina Lugowkina und Natalija Jemelina.